# Удрицьк
У́дрицьк — село в Україні, у Миляцькій сільській громаді Сарненського району Рівненської області. Населення становить 862 особи (2011).

## Назва
Польською мовою згадується як Udryck, російською — як Удрицкъ.

## Географія
Село розташоване на правому березі річки Горинь, на півночі Сарненського району, за 34 км від м. Дубровиця та 36 км від автошляху Н25. Поблизу села розташований пункт контролю через державний кордон з Білоруссю Удрицьк — Лунинець.[джерело?]
Згідно з дослідженням 2017 року, за яким оцінювалися масштаби антропогенної трансформації території Дубровицького району внаслідок несанкціонованого видобутку бурштину, екологічна ситуація села характеризувалася як «задовільна».
Сусідні населені пункти:[джерело?]

### Клімат
Клімат у селі вологий континентальний («Dfb» за класифікацією кліматів Кеппена). Опадів 613 мм на рік. Найменша кількість опадів спостерігається в лютому й сягає у середньому 29 мм. Найбільша кількість опадів випадає в червні — близько 89 мм. Різниця в опадах між сухими та вологими місяцями становить 60 мм. Пересічна температура січня — -5,6 °C, липня — 18,6 °C. Річна амплітуда температур становить 24,2 °C.
| Клімат Удрицька                   | Клімат Удрицька | Клімат Удрицька | Клімат Удрицька | Клімат Удрицька | Клімат Удрицька | Клімат Удрицька | Клімат Удрицька | Клімат Удрицька | Клімат Удрицька | Клімат Удрицька | Клімат Удрицька | Клімат Удрицька | Клімат Удрицька |
| Показник                          | Січ.            | Лют.            | Бер.            | Квіт.           | Трав.           | Черв.           | Лип.            | Серп.           | Вер.            | Жовт.           | Лист.           | Груд.           | Рік             |
| Середній максимум, °C             | −2,6            | −1,3            | 3,4             | 12,4            | 19,3            | 22,9            | 23,9            | 23,1            | 18,2            | 11,7            | 4,7             | −0,1            | 11,3            |
| Середня температура, °C           | −5,6            | −4,5            | −0,3            | 7,5             | 13,7            | 17,5            | 18,6            | 17,7            | 13,2            | 7,7             | 2,2             | −2,6            | 7,1             |
| Середній мінімум, °C              | −8,6            | −7,7            | −3,9            | 2,7             | 8,2             | 12,1            | 13,3            | 12,3            | 8,3             | 3,8             | −0,2            | −5,1            | 2,9             |
| Норма опадів, мм                  | 36              | 29              | 29              | 42              | 56              | 89              | 82              | 64              | 57              | 45              | 42              | 42              | 613             |
| --------------------------------- | --------------- | --------------- | --------------- | --------------- | --------------- | --------------- | --------------- | --------------- | --------------- | --------------- | --------------- | --------------- | --------------- |
| Джерело: Climate-Data.org (англ.) |                 |                 |                 |                 |                 |                 |                 |                 |                 |                 |                 |                 |                 |

## Історія
Вперше Удрицьк згадується в письмових джерелах 1629 року. Однак, літописні згадки, датовані 1005 роком, можуть бути підставою для твердження, що в цей період існувало й поселення під назвою «Удричеськ». Ймовірно, що поселення на місці нинішнього Удрицька виникли після утворення держави східних слов'ян — Київської Русі.[джерело?]
Село розташоване на правому березі річки Горинь, по якій здавна перевозили товари до Польщі та Прибалтики. Значна частина мешканців проживали по невеличких хуторах, які були відрізані від села річечками з болотистою місцевістю.[джерело?]
Наприкінці ХІХ століття за 2 км від села Удрицьк пролягла залізнична колія Сарни — Лунінець. На той період біля станції ніякого житла не було, лише церква кінця XVIII століття прикрашала станційні споруди. Для обслуговування станції, рухомого складу залізниці тут було зведено водокачку, від якої прокладено водопровід до станції для заправки паровозів водою. Географічне положення станції Удрицьк сприяло тому, що через неї залізницею користувалося містечкове поселення Висоцьк.[джерело?]
Станом на 1859 рік, Удрицьк був власницьким селом, тут діяло дві православні дерев'яні церкви — одна на цвинтарі й одна за селом. До 1917 року село входило до складу Російської імперії. У 1906 році село входило до складу Висоцької волості Рівненського повіту Волинської губернії Російської імперії. У 1918—1920 роки нетривалий час перебувало в складі Української Народної Республіки.
Після Ризького договору 1921 року, з переходом краю під владу Польщі, селяни зазнали політики полонізації.
У 1921—1939 роки входило до складу Польщі. У 1921 році село входило до складу гміни Висоцьк Сарненського повіту Поліського воєводства Польської Республіки. 1 січня 1923 року розпорядженням Ради Міністрів Польщі Висоцька гміна вилучена із Сарненського повіту і включена до Столінського повіту. У 1935 році село Удрицьк разом із залізничною станцією Удрицьк та хуторами Бірки, Любиша, Остне та Подсуш'є належало до громади Удрицьк гміни Висоцьк Поліського воєводства.
Після вересневих подій 1939 року в селі Удрицьк створюється орган радянської влади — селянський комітет. Його очолили Шанько Павло Кіндратович та Пігаль Василь Андрійович.[джерело?]
1940-му році в Удрицьку відкривається початкова школа, навчання в якій здійснюється українською мовою. Першою вчителькою була Бондаревська Галина Мефодіївна, яка прибула на Полісся з Полтавської області. Грамоти почали навчатися і діти, і дорослі. Мешканці села взяли участь у виборах до народних органів влади — Рад депутатів трудящих. 24 березня 1940 року селяни віддали свій голос за К. П. Хомич, яку і обрали депутатом Верховної Ради УРСР від Висоцького виборчого округу.[джерело?]
15 грудня 1940 року було створено Удрицьку сільську Раду. Першими народними обранцями стають Сергій Федорович Лобач, Іван Захарович Кот, Іван Митрович Щур та інші.[джерело?]
1 липня 1941 року село окупували німецькі війська. Селяни стали свідками розстрілу нацистами на околиці села перших депутатів міської Ради: Сави Федоровича Лобача, Івана Захаровича Кота, Івана Дмитрович Щура, Прокопа Петровича Цьоби, голови сільської Ради Василя Андрійовича Подуна. Загинув і молодший син Сави Федоровича Лобача — Дмитро, який кинувся до батька. Жителі Удрицька допомагали підпільникам районного центру Висоцька. За зв'язок з розвідувально-диверсійною партизанською бригадою С. П. Каплуна було розстріляно сім'ю Борсука Михайла Дмитровича. В селі повністю було виведено з ладу залізничну станцію.[джерело?]
За даними українського націоналістичного підпілля у жовтні 1943 року німецькі окупанти розстріляли в Удрицьку 6 осіб (серед розстріляних — 12-річний хлопець).
Село було визволено від нацистських окупантів 13 січня 1944 року. Понад 290 жителів Удрицька, Хочина, Смородськ воювали в лавах Червоної армії та партизанських загонах. 102 односельці полягли на фронтах, 53 — від рук нацистів. У селі Удрицьк в 1965 році встановлено обеліск.[джерело?]
У 1947 році село Удрицьк разом з хуторами Бірки, Бойчаківне, Бревще, Лужки, Нерістівка та Остне підпорядковувалося Удрицькій сільській раді Висоцького району Ровенської області УРСР.
В 1947 році в селах Удрицьк, Хочин, Смородськ утворюються колгоспи «ім. Сталіна», «Нове життя», «Перемога». Першим секретарем комсомольської організації в селі Удрицьк було обрано Хлібович Софію Василівну. Удрицьке господарство ім. Сталіна очолив Малько Кузьма Семенович. В селі протягом першого року існування колгоспу (1948) нараховувалось 84 двори, де проживало 280 чоловік, 164 з них були працездатними, тому працювали у колгоспі. В 1950 році з метою економічного зміцнення артілі до колгоспу ім. Сталіна приєднується колгосп «Нове життя». Утворюється партійна організація (1951 рік). Розвивались льонарство, тваринництво. В 1960 році з метою зміцнення колгоспу до удрицького господарства було приєднано колгосп «Перемога» с. Смородськ. Об'єднаний колгосп одержав назву «Радянська Україна». Колгосп разом з сільською Радою (голова сільради Мазур С. П.) будують будинок культури в с. Удрицьк, розпочинають будівництво Удрицької восьмирічної школи.[джерело?]
В 1978 р. головою сільради обрали Леоновця Володимира Володимировича, а з 1981 р. став Цьоба Олексій Максимович.[джерело?]
У 1970—1980-х роках на селі ведеться велике будівництво: протягом кількох років в центрі села відремонтували приміщення загальноосвітньої середньої школи, а в 1976 році був перший випуск десятикласників. Побудовано декілька тваринників, дитячий садок на 90 місць, будинку культури на 320 місць, будинок побуту, контору колгоспу та сільської Ради. Окрасою села стали новозбудовані оселі для працівників колгоспу. Запрацювала колгоспна котельня, заасфальтовано центральні вулиці Удрицька, прокладено водопровід.[джерело?]
28 березня 1985 році головою правління колгоспу обрали Івановського Василя Яковича. Під його керівництвом було розгорнуто розбудову соціальної сфери в селі.[джерело?]
Відповідно до прийнятої в грудні 1989 року постанови Ради Міністрів УРСР село занесене до переліку населених пунктів, які зазнали радіоактивного забруднення внаслідок аварії на Чорнобильській АЕС, жителям виплачувалася грошова допомога. Згідно з постановою Кабінету Міністрів Української РСР, ухваленою в липні 1991 року, село належало до зони гарантованого добровільного відселення. На кінець 1993 року забруднення ґрунтів становило 5,08 Кі/км² (137Cs + 134Cs), молока — 9,03 мКі/л (137Cs + 134Cs), картоплі — 0,88 мКі/кг (137Cs + 134Cs), сумарна доза опромінення — 284 мбер, з якої: зовнішнього — 69 мбер, загальна від радіонуклідів — 218 мбер (з них Cs — 207 мбер).
В 1990 році головою правління колгоспу став Стрибулевич Леонід Федорович, який працював на цій посаді до 1999 року. Після реформування колгоспу в СПП «Україна» він продовжив роботу на посаді голови.[джерело?]
В 2003 році завершено будівництво Свято-Петро-Павлівської церкви. З липня 2006 року головою СПП стає Стрибулевич Вячеслав Леонідович. 26 березня 2006 року головою було обрано Хлебовича Федора Федоровича. Під його керівництвом в селі вдалося реалізувати сім проектів.[джерело?]
Відповідно до Розпорядження Кабінету Міністрів України від 12 червня 2020 року № 722-р «Про визначення адміністративних центрів та затвердження територій територіальних громад Рівненської області» увійшло до складу Миляцької сільської громади.

## Населення
Станом на 1859 рік, в Удрицьку налічувалося 19 дворів та 223 жителів (115 чоловіків і 108 жінок), з них 218 православних і 5 євреїв. Станом на 1906 рік у селі нараховувалося 53 двори та мешкало 419 осіб.
За переписом населення Польщі 10 вересня 1921 року в селі Удрицьк, сусідньому однойменному хуторі Удрицьк та селі Хилін разом налічувалося 96 будинків та 586 мешканців, з них: 289 чоловіків та 297 жінок; 580 православних, 3 юдеї та 3 римо-католики; 566 українців, 10 білорусів, 3 поляки, 2 євреї та 5 осіб іншої національності. На одноймненній залізничній станції Удрицьк за переписом цього ж року налічувалося 25 будинків та 134 мешканці, з них: 68 чоловіків та 66 жінок; 130 православних та 4 римо-католики; 56 білорусів, 55 українців, 3 поляки та 20 осіб іншої національності.
Згідно з переписом УРСР 1989 року чисельність наявного населення села становила 1004 особи, з яких 460 чоловіків та 544 жінки. На кінець 1993 року в селі мешкали 962 жителі, з них 261 — дітей.
За переписом населення України 2001 року в селі мешкало 913 осіб. Станом на 1 січня 2011 року населення села становить 862 особи.

### Мова
Розподіл населення за рідною мовою за даними перепису 2001 року:
| Мова       | Кількість | Відсоток |
| ---------- | --------- | -------- |
| українська | 904       | 98.47%   |
| білоруська | 10        | 1.09%    |
| російська  | 4         | 0.44%    |
| Усього     | 918       | 100%     |

### Вікова і статева структура
Структура жителів села за віком і статтю (станом на 2011 рік):
| Вік   | Чоловіків | Жінок | Разом |
| ----- | --------- | ----- | ----- |
| 0-17  | 88        | 94    | 182   |
| 18-39 | 119       | 111   | 230   |
| 40-59 | 104       | 126   | 230   |
| 60+   | 91        | 129   | 220   |
| Разом | 402       | 460   | 862   |

### Соціально-економічні показники
| Працездатне населення | Працездатне населення | Працездатне населення | Працездатне населення | Працездатне населення | Працездатне населення | Непрацездатне населення | Непрацездатне населення | Непрацездатне населення | Непрацездатне населення | Непрацездатне населення | Непрацездатне населення | Все населення |
| Чоловіки              | Чоловіки              | Жінки                 | Жінки                 | Разом                 | Разом                 | Чоловіки                | Чоловіки                | Жінки                   | Жінки                   | Разом                   | Разом                   | 862           |
| ос.                   | %                     | ос.                   | %                     | ос.                   | %                     | ос.                     | %                       | ос.                     | %                       | ос.                     | %                       | 862           |
| --------------------- | --------------------- | --------------------- | --------------------- | --------------------- | --------------------- | ----------------------- | ----------------------- | ----------------------- | ----------------------- | ----------------------- | ----------------------- | ------------- |
| 204                   | 23                    | 168                   | 19                    | 372                   | 43                    | 114                     | 13                      | 196                     | 22                      | 310                     | 36                      | 862           |

| Зайняті  | Зайняті  | Зайняті | Зайняті | Зайняті | Зайняті | Безробітні | Безробітні | Безробітні | Безробітні | Безробітні | Безробітні | Все населення |
| Чоловіки | Чоловіки | Жінки   | Жінки   | Разом   | Разом   | Чоловіки   | Чоловіки   | Жінки      | Жінки      | Разом      | Разом      | 862           |
| ос.      | %        | ос.     | %       | ос.     | %       | ос.        | %          | ос.        | %          | ос.        | %          | 862           |
| -------- | -------- | ------- | ------- | ------- | ------- | ---------- | ---------- | ---------- | ---------- | ---------- | ---------- | ------------- |
| 121      | 20       | 86      | 14      | 207     | 35      | 37         | 6          | 29         | 5          | 66         | 11         | 862           |

| Дорослі | Діти | Пенсіонери | Інваліди Німецько-радянської війни | Учасники бойових дій | Інваліди всіх груп і категорій | Люди, які обслуговуються служб. соц. допом. на дому | Неповні сім'ї | Діти з неповних сімей | Багатодітні сім'ї | Діти з багатодітних сімей | Діти-інваліди | Діти-сироти | Одинокі багатодітні матері |
| ------- | ---- | ---------- | ---------------------------------- | -------------------- | ------------------------------ | --------------------------------------------------- | ------------- | --------------------- | ----------------- | ------------------------- | ------------- | ----------- | -------------------------- |
| 686     | 180  | 373        | 7                                  | 7                    | 61                             | 23                                                  | 6             | 13                    | 9                 | 28                        | 5             | -           | -                          |

## Політика

### Органи влади
Місцеві органи влади представлені Миляцькою сільською громадою.

### Вибори
Село входить до виборчого округу № 155. У селі розташована виборча дільниця № 560296. Станом на 2011 рік кількість виборців становила 682 особи.

## Культура
У селі працює Удрицький сільський будинок культури на 350 місць. Діє Удрицька публічно-шкільна бібліотека, книжковий фонд якої становлять 17 393 книги та яка має 10 місць для читання, 2 особи персоналу, кількість читачів — 800 осіб.

## Релігія
У першій половині XIX століття в селі діяла греко-католицька церква Різдва Богородиці, до парафії якої належали села Жадень та Миляч. З 1840-х років ця парафія діяла вже як православна.
Список конфесійних громад станом на 2011 рік:
| Релігійна громада УПЦ (Свято-Петро-Павлівської) | УПЦ (МП) | 22 серпня 2000 | 40 | Церква             | [ 34 ] |
| Релігійна громада ЄХБ                           | ЄХБ      | 29 липня 2002  | 10 | Молитовний будинок | [ 34 ] |
| — православні, — протестантські.                |          |                |    |                    |        |

## Освіта
У селі діє Удрицька загальноосвітня школа І-ІІІ ступенів. У 2011 році в ній навчалося 112 учнів (із 320 розрахованих) та викладав 21 учитель.
Дошкільна освіта представлена дитячим садком «Удрицький дошкільний навчальний заклад „Джерельце“», у якому станом на 2011 рік навчалося 22 дитини і працювало 3 учителі та вихователі.

## Промисловість
У селі розміщене промислове підприємство ВАТ «Полісся».

## Інфраструктура

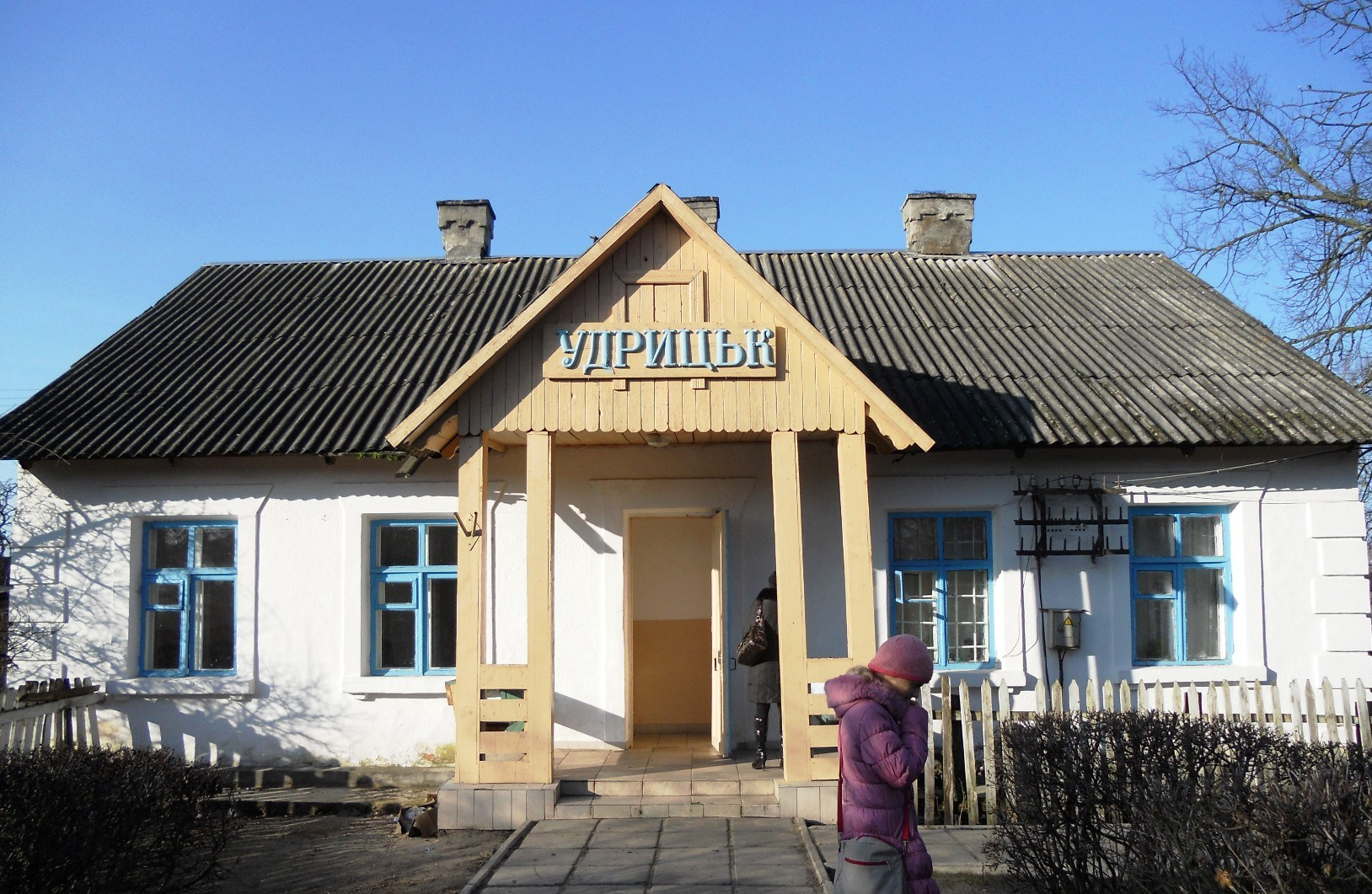
Залізнична станція «Удрицьк»

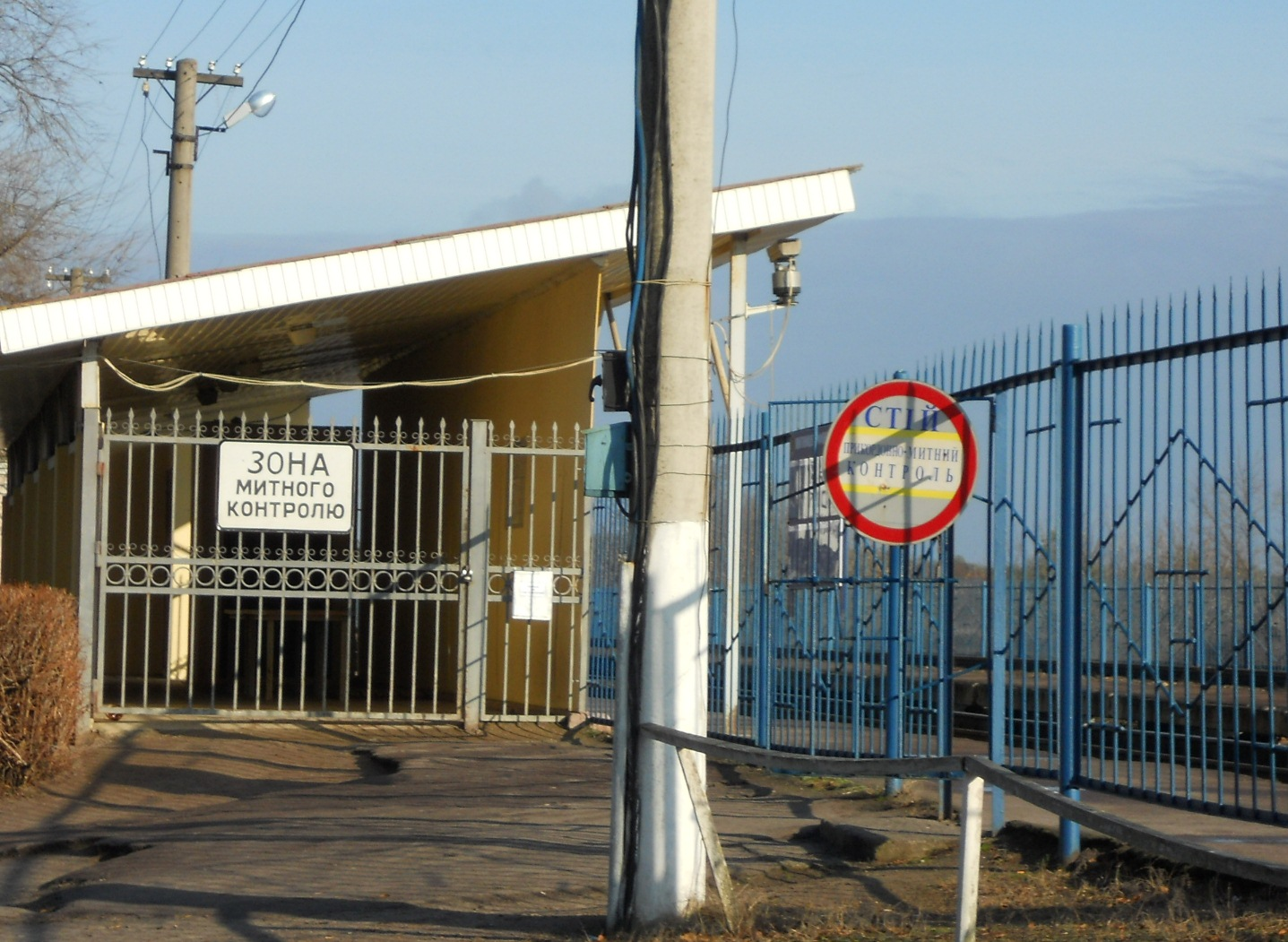
Пункт контролю «Удрицьк» на кордоні з Білоруссю

У селі розташовані парк «імені Миколи Мізинця» площею 15000 м² та сквер площею 700 м². Наявне відділення поштового зв'язку. Присутня залізнична станція.
Сучасна інфраструктура: Удрицький НВК, Удрицький молодіжний центр «Криничка», Удрицька ПШБ, обеліск загиблим односельчанам Удрицька, Свято-Петро-Павлівська церква, Міжнародний пункт пропуску через державний кордон «Удрицьк», поштове відділення зв'язку, фельдшерсько-акушерський пункт, десять закладів торгівлі, стоматкабінет. У селі освітлено вулиці, споруджено водогін, стадіон. Об'єкти господарського призначення: молочно-тваринницька ферма, тракторний парк СПП «Україна», лісодільниця Висоцького держлісгоспу.[джерело?]
Туристичні об'єкти с. Удрицьк: 600-літній дуб на території природного парку Удрицького НВК, природне джерело «Криничка», віковічні дуби біля урочища «Криничка», молодий парк, посаджений в честь вчителя школи Мізинця Миколи Івановича.[джерело?]

## Особистості
Народними умільцями села є столяр Шанько Степан Архипович, вишивальниці Новик Жанна Миколаївна, Шанько Ніна Георгіївна, Пігаль Світлана Володимирівна, Сисун Єва Адамівна, Смілянець Олена Леонідівна. Смілянець Ольга Віталіївна, слухач МАН України, член гуртка літературної творчості РМАНУМ, видала збірку поезій «На мольбертах днів» (видавництво «Рівненський альманах»).[джерело?]

#### Книги
- Літопис УПА / НАН України. Інститут української археографії та джерелознавства ім . М. С. Грушевського. — Київ-Торонто : Видавництво «Літопис УПА» та ін, 2007. — Т. 11: Мережа ОУН(б) і запілля УПА на території ВО «Заграва», «Турів», «Богун» (серпень 1942 — грудень 1943 рр.). — 849 с.
- Удрицьк // Історія міст і сіл Української РСР. Ровенська область. — К. : Головна редакція УРЕ АН УРСР, 1973. — С. 293. — 15 000 прим.

#### Офіційні дані та нормативно-правові акти
- Паспорт Дубровицького району (станом на 1 січня 2011 року) (doc). Дубровицька районна рада. Архів оригіналу за 10 лютий 2015. Процитовано 16 жовтня 2019.

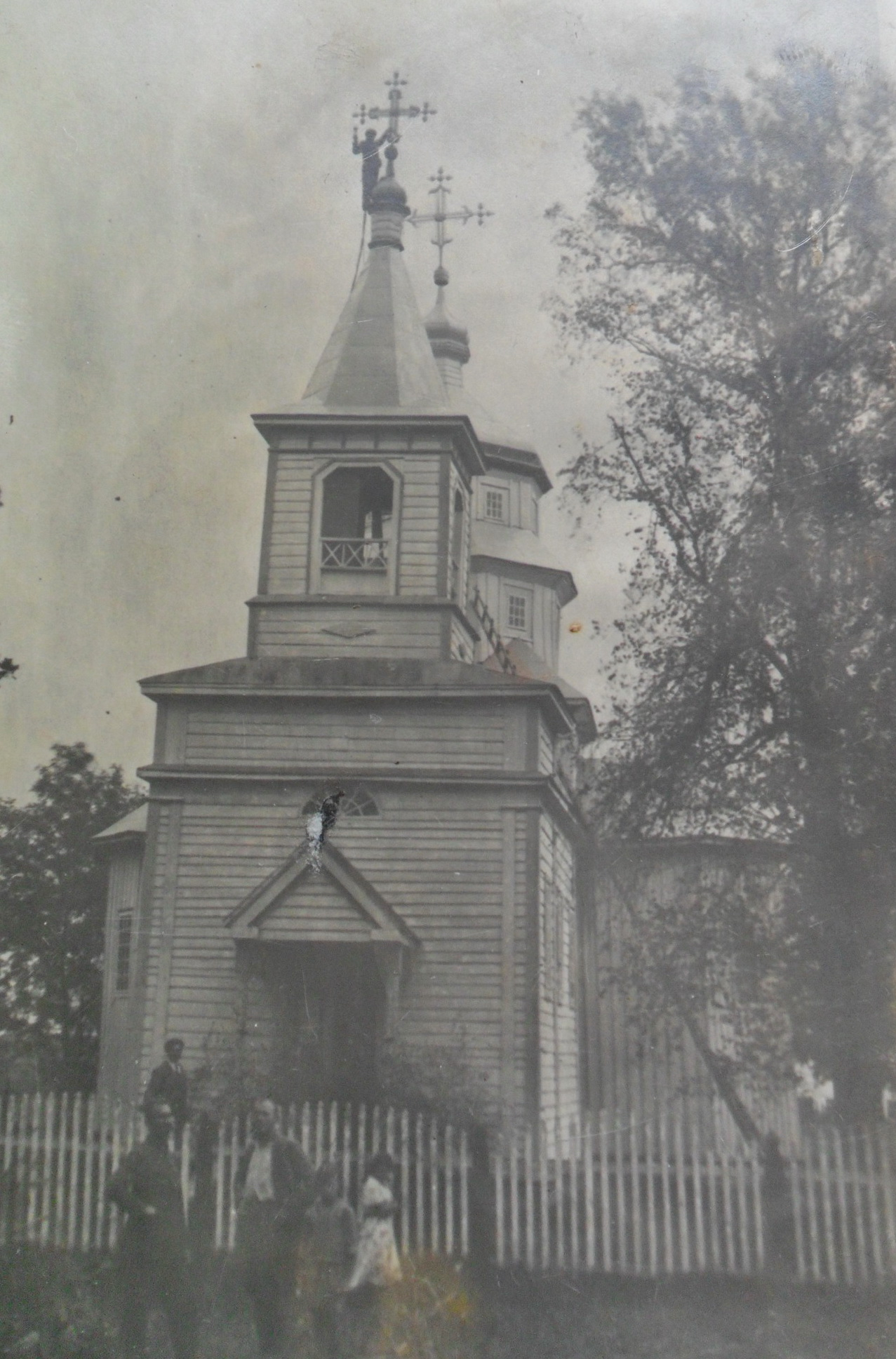
Церква Преображення Господнього (раніше Різдва Пресвятої Богородиці) в Удрицьку (1930-ті роки)

#### Мапи
- Історичний Атлас України / Гол. ред. Л. Винар; Упорядн.: І. Тесля, Е. Тютько. Українське історичне товариство. — Монреаль; Нью-Йорк; Мюнхен, 1980. — 182 с.

#### Інші
- Історія села Удрицьк // Удрицька публічно-шкільна бібліотека.
- Дячок І. М., Кот Н. К. Історія села Удрицьк, дослідження.